# Xenofon Moschou
Xenofon Moschou (griechisch Ξενοφών Μόσχου; * 31. Dezember 1858; † 1939, Athen) war ein bedeutender Pastor der Griechischen Evangelischen Kirche. Er war ein Vorreiter der protestantischen Bewegung in Kleinasien und Gründer der II. Griechischen Evangelischen Kirche in Athen.

## Lebenslauf
Moschou wurde am 31. Dezember 1858 in Thessaloniki als Sohn eines Priesters geboren. Als er fünf Jahre alt war, starb seine Mutter, und bis er das 11. Lebensjahr erreicht hatte, waren auch seine sieben Brüder verstorben. Sein Vater war durch die biblischen Auslegungen von Adamantios Korais beeinflusst und war gegenüber verschiedenen Lehren der orthodoxen Kirche kritisch eingestellt. Dennoch begann er mit Xenofon im Alter von 12 Jahren mit der Ausbildung zum Chorsänger in seiner Pfarrkirche.
Im Alter von 13 Jahren hatte Moschou ein Erlebnis einer „Wiedergeburt“ (αναγέννησης). Seit diesem Ereignis begann er systematisch das Neue Testament zu lesen. Dafür verzichtete er auf orthodoxe Gebräuche wie regelmäßiges Fasten und Gebete zu den Heiligen. Auch wenn er sich eigentlich in die Orthodoxe Kirche einfügen wollte, konnte er doch nicht Fuß fassen und die „Fremdheit seiner Neuerungen“ (παράξενος νεωτερισμός του) ließ ihm keinen Platz in der Kirche. Daher entschied er sich, als er an der Philosophischen Schule (Φιλοσοφική Σχολή) von Athen studierte, der Griechischen Evangelischen Kirche beizutreten. Er nahm an den Veranstaltung der Ersten Griechischen Evangelischen Kirche teil und akzeptierte selbst die Exkommunikation durch seinen Vater. Sein Vater änderte jedoch nach einigen Jahren seine Meinung, er konvertierte selbst und wurde Presbyter (Ältester) in der Griechischen Evangelischen Kirche von Thessaloniki (Ελληνική Ευαγγελική Εκκλησία Θεσσαλονίκης) und wurde letztlich von Fanatikern umgebracht.
Xenophon Moschou promovierte an der Universität Athen und begab sich dann nach Edinburgh, um für zwei weitere Jahre Theologie zu studieren. 1884 kehrte er nach Thessaloniki zurück, heiratete und diente in der Gemeinde dort als Prediger. 1886 nahm er eine Stelle als Lehrer am Gymnasium in Athen (δημόσιο γυμνάσιο) an und predigte während der Woche in der Griechischen Evangelischen Kirche von Piräus (Ελληνική Ευαγγελική Εκκλησία Πειραιά). Zu gleicher Zeit begann er mit seiner schriftstellerischen und übersetzerischen Tätigkeit. 1892 nahm er eine Stelle als Pastor der Griechischen Evangelischen Kirche von Smyrna (Ελληνική Ευαγγελική Εκκλησία Σμύρνης) an.
30 Jahre lang, bis zur Kleinasiatischen Katastrophe (Μικρασιατική Καταστροφή) von 1922, diente Moschou in der Gemeinde in Smyrna. Unter anderem arbeitete er auch in verschiedenen Städten des östlichen Kleinasiens, des Pontos und in Zypern sowie in Ägypten und verfasste nebenbei Bibelstudien. Auch wenn er öfter durch Fanatiker bedroht wurde (mehrmals gesteinigt und zweimal beinahe getötet), arbeitete er doch mit dem Metropoliten von Smyrna Chrysostomos zusammen. Mit ihm zusammen verteilte er Neue Testamente an die griechischen Soldaten und schrieb mit ihm zusammen Briefe an die Großmächte, um vor der Katastrophe zu warnen. Als schließlich das Unglück hereinbrach, floh er zusammen mit den restlichen Mitgliedern der Gemeinde. Später begründete er zusammen mit anderen die Zweite Griechische Evangelische Kirche in Athen, in der er bis zu seinem Tod 1939 wirkte.

## Werke
Das Opus magnum im Werk von Moschou ist zweifellos die Übersetzung des Megalo Lexiko tis ellinikis Glossas (Μεγάλο Λεξικό της Ελληνικής Γλώσσας) des A Greek-English Lexicon von Henry George Liddell und Robert Scott. Weiter Werke sind: Christianike Melete (Χριστιανικαί Μελέται – Studien zum Christentum), Synopsis tis Christianikis Didaskalias (Σύνοψις της Χριστιανικής Διδασκαλίας – Zusammenfassung der christlichen Lehre), Erminea tis Pros Galatas Epistolis (Ερμηνεία της Προς Γαλάτας Επιστολής – Auslegung des Galaterbriefes), Plirousthe dia tou Pnevmatos (Πληρούσθε δια του Πνεύματος – Erfüllt durch den Geist), Baptisma en Ydati ke Baptisma en Pnevmati (Βάπτισμα εν Ύδατι και Βάπτισμα εν Πνεύματι – Taufe in Wasser und Taufe in Geist) u. a. Darüber hinaus übersetzte er viele theologische Bücher und verfasste die Texte zu mehr als 30 Liedern, die in den Liedschatz der Griechischen Evangelischen Kirche eingegangen sind.